# Juan Manuel Fangio
Juan Manuel Fangio (ur. 24 czerwca 1911 w Balcarce, zm. 17 lipca 1995 w Buenos Aires) – argentyński kierowca Formuły 1, pięciokrotny mistrz świata. Odnosił sukcesy nie tylko na torze, ale także w wyścigach drogowych.
W 2013 roku został wybrany najlepszym kierowcą wszech czasów, według czasopisma „Autosprint”.

## Życiorys
Fangio karierę zaczynał startując w lokalnych wyścigach drogowych. W 1940 i 1941 został wyścigowym mistrzem Argentyny. Do Europy po raz pierwszy przybył dopiero w 1947 i po serii startów dostał angaż w ekipie Alfa Romeo. W wyścigach Formuły 1 rywalizował w latach 1950–1951 oraz 1953–1958. Startował w zespołach Alfa Romeo (1950–1951), Ferrari (1956), Maserati (1953–1954, 1957–1958) oraz Mercedesa (1954–1955). Tytuły mistrzowskie zdobywał w latach 1951 i 1954–1957. Wycofał się w trakcie sezonu 1958, w wieku 47 lat. Łącznie w 58 wyścigach odniósł 24 zwycięstwa, a pod względem liczby zdobytych tytułów mistrza świata ustępuje tylko Michaelowi Schumacherowi i Lewisowi Hamiltonowi. Jest on najstarszym w historii mistrzem świata Formuły 1: swój ostatni, piąty tytuł mistrzowski zdobył mając 46 lat i 41 dni.
W lutym 1958, podczas pobytu w Hawanie, został porwany przez kubańskich rebeliantów i po kilkudziesięciu godzinach wypuszczony przez nich na wolność.

## Wyniki

### Podsumowanie
| Sezon | Zespół | Konstruktor   | Zgł.   | PKT   | P.   | P1 | P2 | P3 | Punkt. | PP | NO | NS | DK | NZ |
| --- | --- | ------------- | ------ | ----- | ---- | -- | -- | -- | ------ | -- | -- | -- | -- | -- |
| 1958 | Podsumowanie |               | 2      | 7     | 14   | -  | -  | -  | 2      | 1  | 1  | -  | -  | -  |
| | Scuderia Sud Americana | Maserati      | 1      |       |      | -  | -  | -  | 1      | 1  | 1  | -  | -  | -  |
| | Prywatnie | Maserati      | 1      |       |      | -  | -  | -  | 1      | -  | -  | -  | -  | -  |
| 1957 | Officine Alfieri Maserati | Maserati      | 10     | 40    | MŚ   | 4  | 2  | -  | 6      | 4  | 2  | 1  | -  | -  |
| 1956 | Scuderia Ferrari | Ferrari       | 8 (10) | 31,5  | MŚ   | 3  | 2  | -  | 6      | 6  | 4  | 2  | -  | -  |
| 1955 | Daimler Benz AG | Mercedes-Benz | 6      | 40    | MŚ   | 4  | 1  | -  | 5      | 3  | 3  | 1  | -  | -  |
| 1954 | Podsumowanie |               | 8      | 42    | MŚ   | 6  | -  | 1  | 8      | 5  | 3  | -  | -  | -  |
| | Officine Alfieri Maserati | Maserati      | 2      |       |      | 2  | -  | -  | 2      | 1  | 1  | -  | -  | -  |
| | Daimler Benz AG | Mercedes-Benz | 6      |       |      | 4  | -  | 1  | 6      | 4  | 2  | -  | -  | -  |
| 1953 | Officine Alfieri Maserati | Maserati      | 10     | 28    | 2    | 1  | 3  | -  | 5      | 2  | 2  | 5  | -  | -  |
| 1951 | Alfa Romeo SpA | Alfa Romeo    | 8      | 31    | MŚ   | 3  | 2  | -  | 4      | 4  | 5  | 1  | -  | -  |
| 1950 | Alfa Romeo SpA | Alfa Romeo    | 7      | 27    | 2    | 3  | -  | -  | 3      | 4  | 3  | 4  | -  | -  |
| Razem | 6 | 4             | 58     | 246.5 | 5xMŚ | 24 | 10 | 1  |        | 29 | 22 | 14 | -  | -  |
| Sezon | Zespół | Konstruktor   | Zgł.   | PKT   | P.   | P1 | P2 | P3 | Punkt. | PP | NO | NS | DK | NZ |
| \| Legenda \| Legenda \| \| ------------------------------------------ \| ------------------------------------------------------------------------------------------------------------------------------------------------------------------------------------------------------------------------------------------------------------------------------------------------------------------------------------------------------------------------------------------------------------------------------ \| \| Zgł. PKT P. P1 P2 P3 Punkt. PP NO NS DK NZ \| Liczba zgłoszeń do wyścigów Liczba zdobytych punktów Pozycja zajęta w klasyfikacji generalnej Liczba zwycięstw Liczba drugich miejsc Liczba trzecich miejsc Wyścigi, w których kierowca punktował Liczba zdobytych pole position Liczba zdobytych najszybszych okrążeń Wyścigi, w których kierowca był niesklasyfikowany Wyścigi, w których kierowca był zdyskwalifikowany Wyścigi, do których kierowca się nie zakwalifikował \| | |               |        |       |      |    |    |    |        |    |    |    |    |    |
| Legenda | |               |        |       |      |    |    |    |        |    |    |    |    |    |
| Zgł. PKT P. P1 P2 P3 Punkt. PP NO NS DK NZ | Liczba zgłoszeń do wyścigów Liczba zdobytych punktów Pozycja zajęta w klasyfikacji generalnej Liczba zwycięstw Liczba drugich miejsc Liczba trzecich miejsc Wyścigi, w których kierowca punktował Liczba zdobytych pole position Liczba zdobytych najszybszych okrążeń Wyścigi, w których kierowca był niesklasyfikowany Wyścigi, w których kierowca był zdyskwalifikowany Wyścigi, do których kierowca się nie zakwalifikował |               |        |       |      |    |    |    |        |    |    |    |    |    |

### Formuła 1
| Legenda oznaczeń w tabelach wyników Wyświetl szablon na nowej stronie | Legenda oznaczeń w tabelach wyników Wyświetl szablon na nowej stronie                                                                     |
| Oznaczenie                                                            | Wyjaśnienie |
| --------------------------------------------------------------------- | --- |
| Złoty                                                                 | Zwycięzca lub mistrzostwo |
| Srebrny                                                               | 2. miejsce lub wicemistrzostwo |
| Brązowy                                                               | 3. miejsce lub II wicemistrzostwo |
| Zielony                                                               | Ukończył, punktował (w klasyfikacji generalnej, gdy zdobył co najmniej jeden punkt na przestrzeni sezonu, poza trzema powyższymi opcjami) |
| Niebieski                                                             | Ukończył, nie punktował (w klasyfikacji generalnej, gdy nie zdobył co najmniej jednego punktu na przestrzeni sezonu)                      |
| Czerwony                                                              | Nie zakwalifikował się (NZ) |
| Czerwony                                                              | Nie prekwalifikował się (NPK) |
| Różowy                                                                | Nie ukończył (NU) |
| Różowy                                                                | Niesklasyfikowany (NS) (w klasyfikacji generalnej, gdy nie został sklasyfikowany w żadnym wyścigu sezonu)                                 |
| Czarny                                                                | Zdyskwalifikowany (DK) |
| Czarny                                                                | Wykluczony (WYK/EX) |
| Biały                                                                 | Nie wystartował (NW) |
| Biały                                                                 | Kontuzjowany (K/INJ) |
| Biały                                                                 | Wyścig odwołany (OD/C) |
| Bez koloru                                                            | Został wycofany (WYC/WD) |
| Bez koloru                                                            | Nie przybył (NP/DNA) |
| Bez koloru                                                            | Nie brał udziału w treningach (NT/DNP) |
| Bez koloru                                                            | Nie został zgłoszony (–) |
| Pogrubienie                                                           | Start z pole position |
| Kursywa                                                               | Najszybsze okrążenie wyścigu |
| †                                                                     | Nie ukończył, ale jego rezultat został zaliczony ze względu na przejechanie więcej niż 90% dystansu wyścigu.                              |
| *                                                                     | Sezon w trakcie |
| 1/2/3                                                                 | Punktowana pozycja w sprincie kwalifikacyjnym                                                                                             |
| Lista systemów punktacji Formuły 1                                    | |

| Rok  | Zespół                    | Samochód           | Wyniki w poszczególnych eliminacjach | Wyniki w poszczególnych eliminacjach | Wyniki w poszczególnych eliminacjach | Wyniki w poszczególnych eliminacjach | Wyniki w poszczególnych eliminacjach | Wyniki w poszczególnych eliminacjach | Wyniki w poszczególnych eliminacjach | Wyniki w poszczególnych eliminacjach | Wyniki w poszczególnych eliminacjach | Wyniki w poszczególnych eliminacjach | Wyniki w poszczególnych eliminacjach | Pkt.     | Msc. |
| ---- | ------------------------- | ------------------ | ------------------------------------ | ------------------------------------ | ------------------------------------ | ------------------------------------ | ------------------------------------ | ------------------------------------ | ------------------------------------ | ------------------------------------ | ------------------------------------ | ------------------------------------ | ------------------------------------ | -------- | ---- |
| 1950 | Alfa Romeo                | Alfa Romeo 158     | GBR                                  | MCO                                  | USA                                  | SUI                                  | BEL                                  | FRA                                  | ITA                                  |                                      |                                      |                                      |                                      | 27       | 2    |
| 1950 | Alfa Romeo                | Alfa Romeo 158     | NU                                   | 1                                    | –                                    | NU                                   | 1                                    | 1                                    | NU                                   |                                      |                                      |                                      |                                      | 27       | 2    |
| 1951 | Alfa Romeo                | Alfa Romeo 159     | SUI                                  | USA                                  | BEL                                  | FRA                                  | GBR                                  | DEU                                  | ITA                                  | ESP                                  |                                      |                                      |                                      | 31 (37)  | 1    |
| 1951 | Alfa Romeo                | Alfa Romeo 159     | 1                                    | –                                    | 9                                    | 1                                    | 2                                    | 2                                    | NU                                   | 1                                    |                                      |                                      |                                      | 31 (37)  | 1    |
| 1953 | Officine Alfieri Maserati | Maserati A6GCM     | ARG                                  | USA                                  | NED                                  | BEL                                  | FRA                                  | GBR                                  | DEU                                  | SUI                                  | ITA                                  |                                      |                                      | 28 (29½) | 2    |
| 1953 | Officine Alfieri Maserati | Maserati A6GCM     | NU                                   | –                                    | NU                                   | NU                                   | 2                                    | 2                                    | 2                                    | 4                                    | 1                                    |                                      |                                      | 28 (29½) | 2    |
| 1954 | Officine Alfieri Maserati | Maserati 250F      | ARG                                  | USA                                  | BEL                                  | FRA                                  | GBR                                  | DEU                                  | SUI                                  | ITA                                  | ESP                                  |                                      |                                      | 42 (57⅐) | 1    |
| 1954 | Officine Alfieri Maserati | Maserati 250F      | 1                                    | –                                    | 1                                    | –                                    | –                                    | –                                    | –                                    | –                                    | –                                    |                                      |                                      | 42 (57⅐) | 1    |
| 1954 | Daimler Benz AG           | Mercedes-Benz W196 | –                                    | –                                    | –                                    | 1                                    | 4                                    | 1                                    | 1                                    | 1                                    | 3                                    |                                      |                                      | 42 (57⅐) | 1    |
| 1955 | Daimler Benz AG           | Mercedes-Benz W196 | ARG                                  | MCO                                  | USA                                  | BEL                                  | NED                                  | GBR                                  | ITA                                  |                                      |                                      |                                      |                                      | 40 (41)  | 1    |
| 1955 | Daimler Benz AG           | Mercedes-Benz W196 | 1                                    | NU                                   | –                                    | 1                                    | 1                                    | 2                                    | 1                                    |                                      |                                      |                                      |                                      | 40 (41)  | 1    |
| 1956 | Scuderia Ferrari          | Lancia D50         | ARG                                  | MCO                                  | USA                                  | BEL                                  | FRA                                  | GBR                                  | DEU                                  | ITA                                  |                                      |                                      |                                      | 30 (33)  | 1    |
| 1956 | Scuderia Ferrari          | Lancia D50         | 1                                    | 2                                    | –                                    | NU                                   | 4                                    | 1                                    | 1                                    | 2                                    |                                      |                                      |                                      | 30 (33)  | 1    |
| 1957 | Officine Alfieri Maserati | Maserati 250F      | ARG                                  | MCO                                  | USA                                  | FRA                                  | GBR                                  | DEU                                  | PES                                  | ITA                                  |                                      |                                      |                                      | 40 (46)  | 1    |
| 1957 | Officine Alfieri Maserati | Maserati 250F      | 1                                    | 1                                    | –                                    | 1                                    | NU                                   | 1                                    | 2                                    | 2                                    |                                      |                                      |                                      | 40 (46)  | 1    |
| 1958 | Scuderia Sud Americana    | Maserati 250F      | ARG                                  | MCO                                  | NED                                  | USA                                  | BEL                                  | FRA                                  | GBR                                  | DEU                                  | PRT                                  | ITA                                  | MAR                                  | 7        | 14   |
| 1958 | Scuderia Sud Americana    | Maserati 250F      | 4                                    | –                                    | –                                    | –                                    | –                                    | –                                    | –                                    | –                                    | –                                    | –                                    | –                                    | 7        | 14   |
| 1958 | Novi Auto Air Conditioner | Kurtis Kraft 500F  | –                                    | –                                    | –                                    | NZ                                   | –                                    | –                                    | –                                    | –                                    | –                                    | –                                    | –                                    | 7        | 14   |
| 1958 | Juan Manuel Fangio        | Maserati 250F      | –                                    | –                                    | –                                    | –                                    | –                                    | 4                                    | –                                    | –                                    | –                                    | –                                    | –                                    | 7        | 14   |